# Конарське (Сьремський повіт)
Конарське (пол. Konarskie) — село в Польщі, у гміні Ксьонж-Велькопольський Сьремського повіту Великопольського воєводства.
Населення — 75 осіб (2011).
У 1975-1998 роках село належало до Познанського воєводства.

## Демографія
Демографічна структура станом на 31 березня 2011 року:
|          | Загалом | Допрацездатний вік | Працездатний вік | Постпрацездатний вік |
| -------- | ------- | ------------------ | ---------------- | -------------------- |
| Чоловіки | 41      | 11                 | 28               | 2                    |
| Жінки    | 34      | 7                  | 20               | 7                    |
| Разом    | 75      | 18                 | 48               | 9                    |